# 마르티뇨 리바스
마티노 리바스(Martiño Rivas, 1985년 2월 10일 ~ )는 스페인의 배우이다.

## 출연 작품
- 피플 인 플레이스 (2013)
- 쓰리매니웨딩 (2013)